# 年輕人的夢講座
年輕人的夢系列講座是由國際扶輪3510地區高雄港都扶輪社所發起的公益講座，該系列講座以邀請來自台灣社會的年輕人勇敢說出夢想著稱。年輕人的夢系列講座誕生於2012年，其發起人是張博碩先生。曾舉辦過優雅農夫、我的書店夢、攝影人生、烏魚子人生、鳳邑雙城地方文史人生和我的音樂人生等講座。

## 年輕人的夢系列講座的主题
年輕人的夢系列講座的主题，並不局限行業別，主要是為年輕人的夢想發聲平台。講座中也會穿插藝術家的表演。

## 年輕人的夢系列講座的願景
夢想很平凡卻很浪漫，想了一輩子卻仍舊在想！

夢想是一種很奇妙很公平自由的產物，不管貧窮與富有的人都可以有夢想！

凡是有夢想的人都是一種年輕！年輕人就應該勇敢追夢!

「希望了解年輕人努力與夢想，鼓勵年輕人逆光追夢，勇敢飛翔」

## 年輕人的夢系列講座的紀錄
2013年1月24日於台灣高雄舉辦「我的音樂人生」公益講座，邀請以電影「逆光飛翔」獲得金馬獎台灣傑出電影工作者獎及榮獲總統教育獎的全盲鋼琴家黃裕翔，以及其所屬BABA BAND樂團創作人馬場克樹先生，共同到場鼓勵在場的300餘位台灣社會年輕人，勇敢去追夢，同時也舉辦公益音樂晚會，只要當天蒞臨現場的有夢年輕人皆未索取任何費用。
2012年9月8日於台灣高雄小港的文仁書局舉辦-「英」式下午茶。是一場免費提供社會寒門學子的英文識字活動，小朋友來自屏東縣私立青山育幼院、高雄市政府社會局五甲社福中心、屏東縣政府社會處屏東區家庭福利服務中心、高雄市政府社會局鳳山社福中心、財團法人高雄市私立永安兒童之家以及高雄市關懷台灣協會。透過高雄港都扶輪輔導高屏各大專院校的年輕人成立的高雄港都扶青團執行。這群有夢的年輕人利用自己所學及專長，教導參與的小朋友，當天也免費贈送文具及兒童書籍，鼓勵參與的小朋友，勇敢追逐自己小小的孩子夢，培養閱讀及吸收新知的好習慣。

## 媒體報導
- 《中央通訊社》2013年發表了一篇關於年輕人的夢講座的新聞報導[2]